# Adalid Terrazas
Adalid Terrazas Abasto est un footballeur international bolivien né le 25 août 2000 à Tiquipaya (Bolivie), évoluant au poste de Milieu offensif à l'USM Alger.

## Biographie

### USM Alger
Le 27 août 2024, Adalid Terrazas a quitté son pays pour la première fois de sa carrière après avoir été annoncé à l'USM Alger, en Algérie, pour une durée de trois saisons,. Terrazas a été contraint de quitter le stage de l'équipe nationale bolivienne afin de finaliser les procédures administratives. Il a expliqué dans des déclarations aux médias boliviens qu’il devait se rendre en personne en Algérie pour signer son contrat, condition nécessaire à l’obtention du permis lui permettant de participer à la Coupe de la confédération,. Le 14 septembre 2024, Terrazas a disputé son premier match dans cette compétition, en tant que titulaire, contre le Stade tunisien,.
Le 2 avril 2025, après la fin du match aller des quarts de finale de la Coupe de la confédération, l'entraîneur de l'équipe, Marcos Paquetá, a évoqué les raisons du manque de participation d'Adalid Terrazas avec l’équipe. Paquetá a expliqué que l'entraîneur précédent, Nabil Maâloul, ne communiquait pas efficacement avec Terrazas en raison de la barrière linguistique. Il a ajouté que lui-même et son adjoint parlent espagnol, ce qui leur permet de mieux communiquer avec le joueur. Paquetá a également souligné qu'il existe une différence de style de jeu entre l'Amérique du Sud et l'Afrique. Enfin, il a conclu en affirmant que Terrazas doit s'adapter, qu'il possède une grande qualité et qu'il peut apporter beaucoup à l'équipe.
Le 11 mai 2025, entré en jeu en seconde période, Adalid Terrazas a joué un rôle déterminant dans la victoire renversante de l’USM Alger 2-1 face au CS Constantine. Menée 1-0, l’USMA a pu compter sur son milieu offensif Terrazas pour inverser la tendance en l’espace de dix minutes, grâce à deux passes décisives, d’abord pour Mahrouz, puis pour Benayad. Bien que marginalisé une grande partie de la saison avec seulement trois titularisations, Terrazas a saisi sa chance avec brio, faisant preuve de qualité technique, de vision du jeu et d’un grand sang-froid dans un moment crucial.

### En équipe nationale
Adalid Terrazas a représenté la Bolivie au niveau des moins de 17 ans lors du Championnat d'Amérique du Sud des moins de 17 ans de 2017 et au niveau des moins de 20 ans lors du Championnat d'Amérique du Sud des moins de 20 ans de 2019. En août 2023, il a été appelé dans l'équipe complète pour un match amical contre le Panama. En juin 2024, Terrazas a été inclus dans l'équipe de 26 joueurs d'Antônio Carlos Zago pour la Copa América 2024. Le 17 juin 2024, il fait ses débuts contre l'Uruguay en Copa América.

## Statistiques

### En club
| Saison                | Club                  | Championnat           | Championnat | Championnat | Coupe nationale | Coupe nationale | Coupe de la Ligue | Coupe de la Ligue | Compétition(s) continentale(s) | Compétition(s) continentale(s) | Compétition(s) continentale(s) | Total | Total |
| Saison                | Club                  | Division              | M.          | B.          | M.              | B.              | M.                | B.                | Comp.                          | M.                             | B.                             | M.    | B.    |
| 2020                  | Atlético Palmaflor    | Liga de Fútbol        | 23          | 0           | -               | -               | -                 | -                 | -                              | -                              | -                              | 23    | 0     |
| 2021                  | Atlético Palmaflor    | Liga de Fútbol        | 24          | 2           | -               | -               | -                 | -                 | -                              | -                              | -                              | 24    | 2     |
| 2022                  | Atlético Palmaflor    | Liga de Fútbol        | 44          | 4           | -               | -               | -                 | -                 | C1                             | 2                              | 0                              | 46    | 4     |
| Sous-total            | Sous-total            | Sous-total            | 91          | 6           | -               | -               | -                 | -                 | -                              | -                              | -                              | 91    | 6     |
| 2023                  | Always Ready          | Liga de Fútbol        | 27          | 6           | -               | -               | 12                | 2                 | C1                             | 2                              | 0                              | 41    | 8     |
| 2024                  | Always Ready          | Liga de Fútbol        | 18          | 0           | -               | -               | -                 | -                 | C1+C2                          | 4+8                            | 1+2                            | 30    | 3     |
| Sous-total            | Sous-total            | Sous-total            | 45          | 6           | -               | -               | 12                | 2                 | -                              | 14                             | 3                              | 71    | 11    |
| 2024-2025             | USM Alger             | Ligue 1               | 8           | 0           | 2               | 0               | -                 | -                 | C2                             | 6                              | 0                              | 16    | 0     |
| Sous-total            | Sous-total            | Sous-total            | 8           | 0           | 2               | 0               | -                 | -                 | -                              | 6                              | 0                              | 16    | 0     |
| Total sur la carrière | Total sur la carrière | Total sur la carrière | 144         | 12          | 2               | 0               | 12                | 2                 | -                              | 22                             | 3                              | 180   | 17    |

### En sélection nationale
| Saison                | Sélection             | Phases finales        | Phases finales | Phases finales | Phases finales | Éliminatoires CDM | Éliminatoires CDM | Éliminatoires CDM | Matchs amicaux | Matchs amicaux | Matchs amicaux | Total | Total | Total |
| Saison                | Sélection             | Compétition           | M              | B              | Pd             | M                 | B                 | Pd                | M              | B              | Pd             | M     | B     | Pd    |
| --------------------- | --------------------- | --------------------- | -------------- | -------------- | -------------- | ----------------- | ----------------- | ----------------- | -------------- | -------------- | -------------- | ----- | ----- | ----- |
| 2024                  | Bolivie               | Copa América          | 2              | 0              | 0              | 3                 | 0                 | 0                 | -              | -              | -              | 5     | 0     | 0     |
| 2025                  | Bolivie               | -                     | -              | -              | -              | 0                 | 0                 | 0                 | 0              | 0              | 0              | 0     | 0     | 0     |
| Total sur la carrière | Total sur la carrière | Total sur la carrière | 2              | 0              | 0              | 3                 | 0                 | 0                 | 0              | 0              | 0              | 5     | 0     | 0     |

## Palmarès
Atlético Palmaflor
- Copa Simón Bolívar (1) :
  - Champion : 2019.